# Johann Evangelist Haydn
Johann Evangelist Haydn, född 23 december 1743, död 10 maj 1805 i Eisenstadt var en sångare (tenor), som framför allt var känd som yngre bror till de båda tonsättarna Joseph Haydn och Michael Haydn.